# Contamination (film, 2000)
Pour les articles homonymes, voir Contamination.
Pour plus de détails, voir Fiche technique et Distribution.
Contamination (The Contaminated Man) est un film germano-britannico-américain réalisé par Anthony Hickox en 2000.

## Synopsis
En 1986, David Whitman revient à la maison, porteur d'un virus qu'il communique à sa femme et à sa fille : c'est l'horreur, il les voit mourir en quelques minutes devant lui. Quelques années plus tard, il dirige une équipe d'enquête sur un accident dans une usine chimique près de Budapest. On s'aperçoit qu'une personne a échappé à l'accident et qu'elle porte un virus terrifiant qui fait mourir en moins d'une minute toute personne entrée à son contact. L'experte en terrorisme Holly Anderson contribue à la recherche car tout le monde pense qu'il s'agit d'un terroriste. Whitman, découvre qu'il s'agit d'un innocent, qui désire retrouver son fils, chez son épouse dont il est séparé. La menace est prise très au sérieux par les services américains... Y aurait-il un antidote ?

## Fiche technique
- Scénario : John Penney
- Production : Steve Beswick, Oliver G. Hess, Kevin M. Kallberg, Jon Kramer, Carla Thoeren, Konstantin Thoeren, Julia Verdin, pour Contaminated Man Films Limited, UFA International Film & TV Production GmbH, Videal GmbH
- Musique : Michael Hoenig
- Photographie : Bruce Douglas Johnson
- Maquillage : Katalin Jakots, Ildiko Makk, Gabi Nemeth, Iván Pohárnok, Richard Redlefsen, Anna Tesner
- Durée : 100 min
- Pays :  États-Unis /  Royaume-Uni /  Allemagne /  Hongrie
- Langue : anglais
- Date de sortie :
  - États-Unis : 7 septembre 2000

## Distribution
- William Hurt : David R. Whitman
- Natascha McElhone : Holly Anderson
- Peter Weller : Joseph Müller
- Katja Woywood : Karin Schiffer
- Michael Brandon : Wyles
- Nikolett Barabas : Hunter
- Hendrick Haese : Peck
- Désirée Nosbusch : Kelly Whitman